# Het Gulden Vlies (Scherpenheuvel)

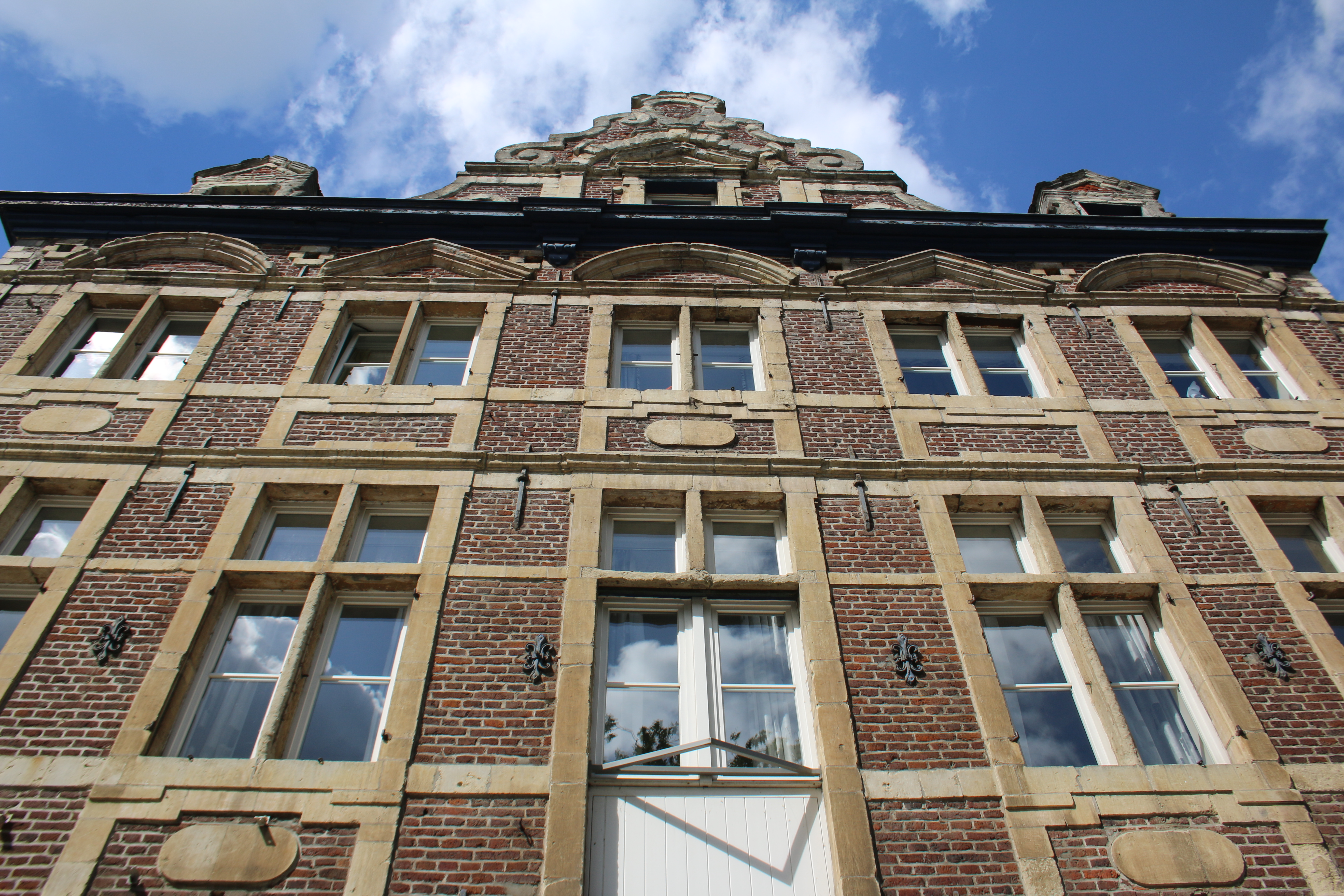
Het Gulden Vlies

Het Gulden Vlies is een historisch pand in Scherpenheuvel, gelegen aan het Isabellaplein. Het werd rond 1600 gebouwd in renaissancestijl. Het gebouw vertoont zowel verschillen als overeenkomsten met de vroegbarok van de basiliek, waarvoor nauwelijks een paar jaar later de eerste steen werd gelegd.
Tijdens de bouw van de basiliek van Onze-Lieve-Vrouw van Scherpenheuvel bood "Het Gulden Vlies" onderdak aan een leger beeldhouwers en schilders, maar ook belangrijke gasten zoals de aartshertogen Albrecht van Oostenrijk en Isabella van Spanje vonden er een slaapplaats toen zij regelmatig de bouwwerf bezochten. Er werd zelfs beweerd dat de herberg en de basiliek met elkaar verbonden waren via een onderaardse gang. Het Gulden Vlies is beschermd als monument. Het pand huisvest een kledingwinkel.

## Afbeeldingen

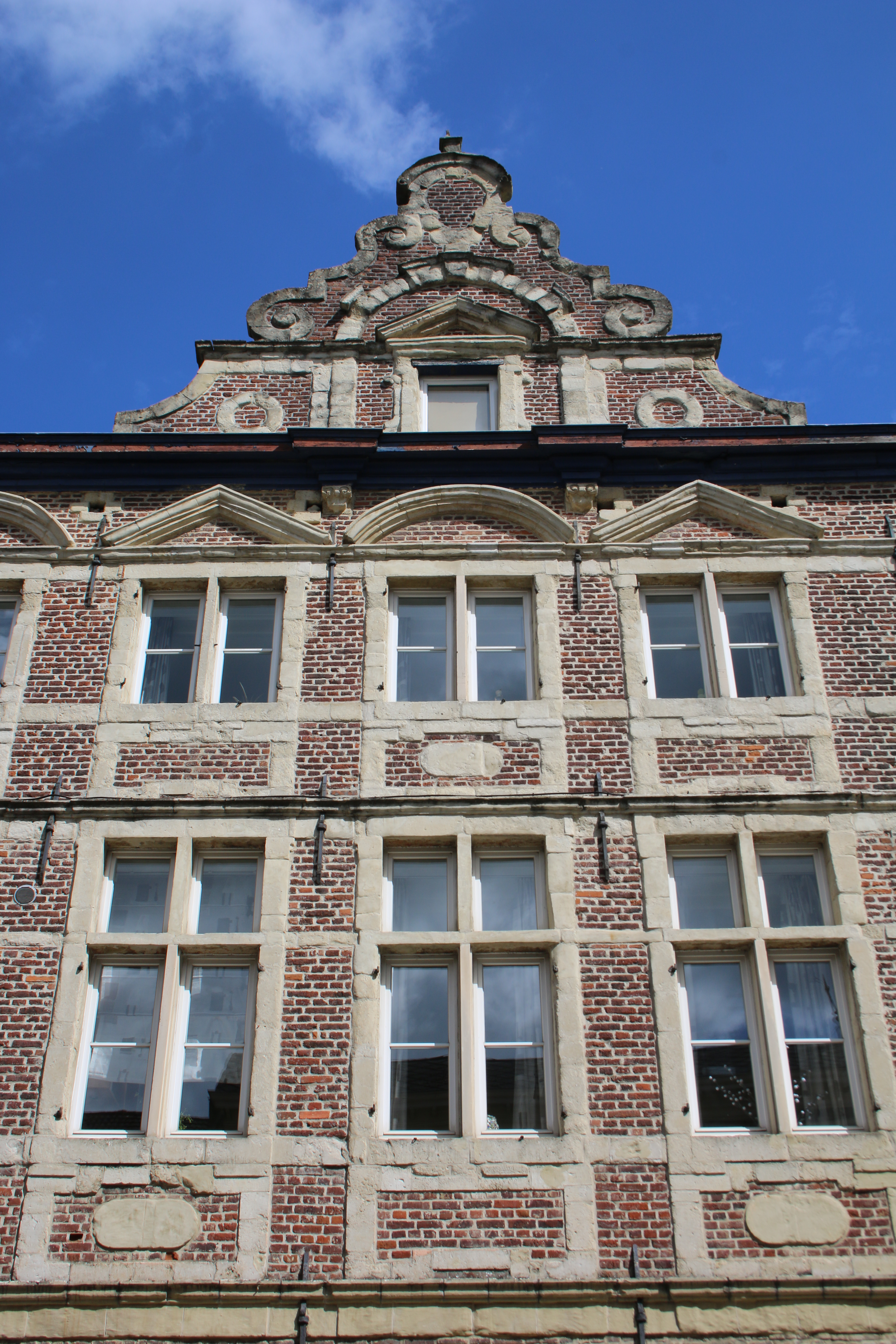
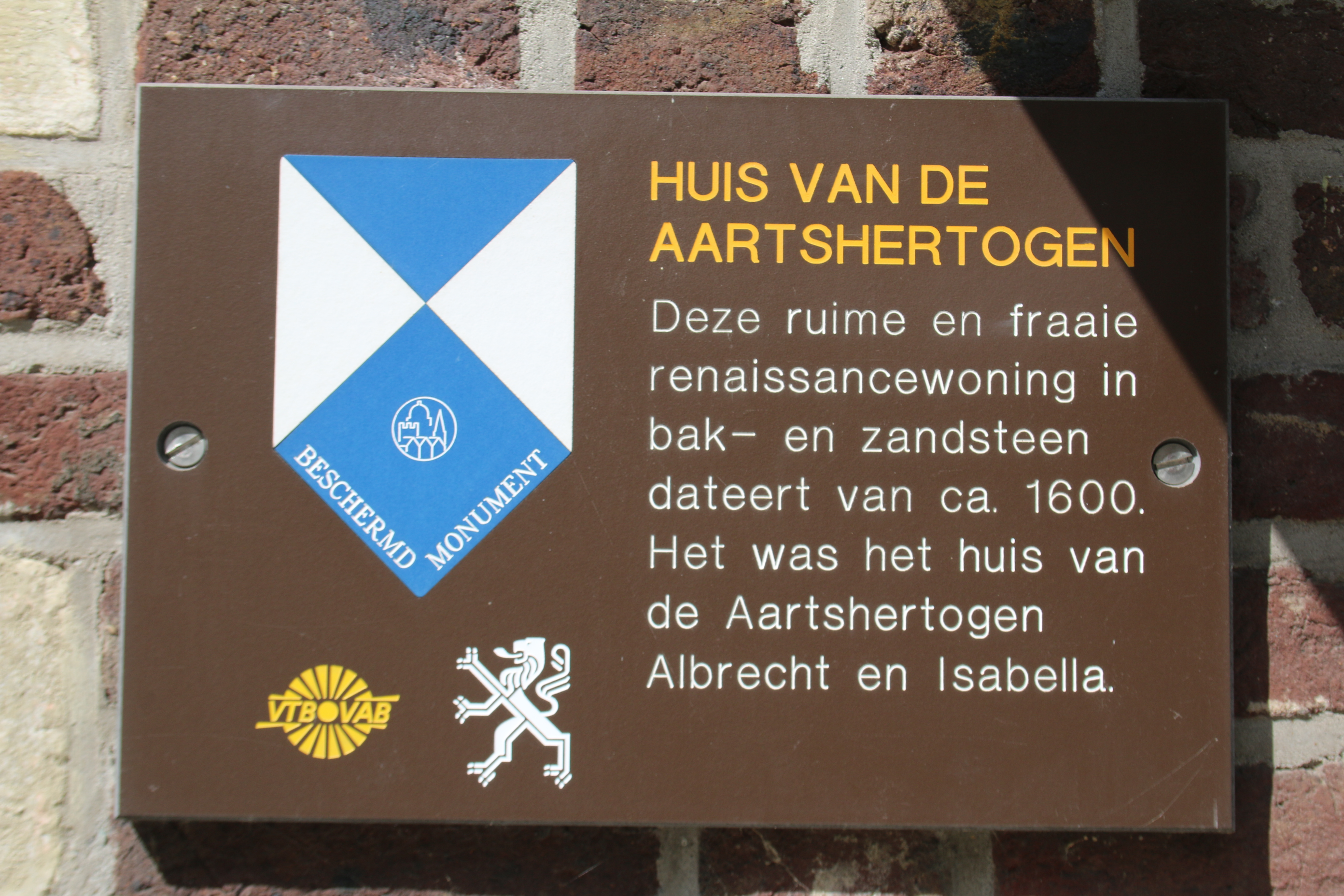
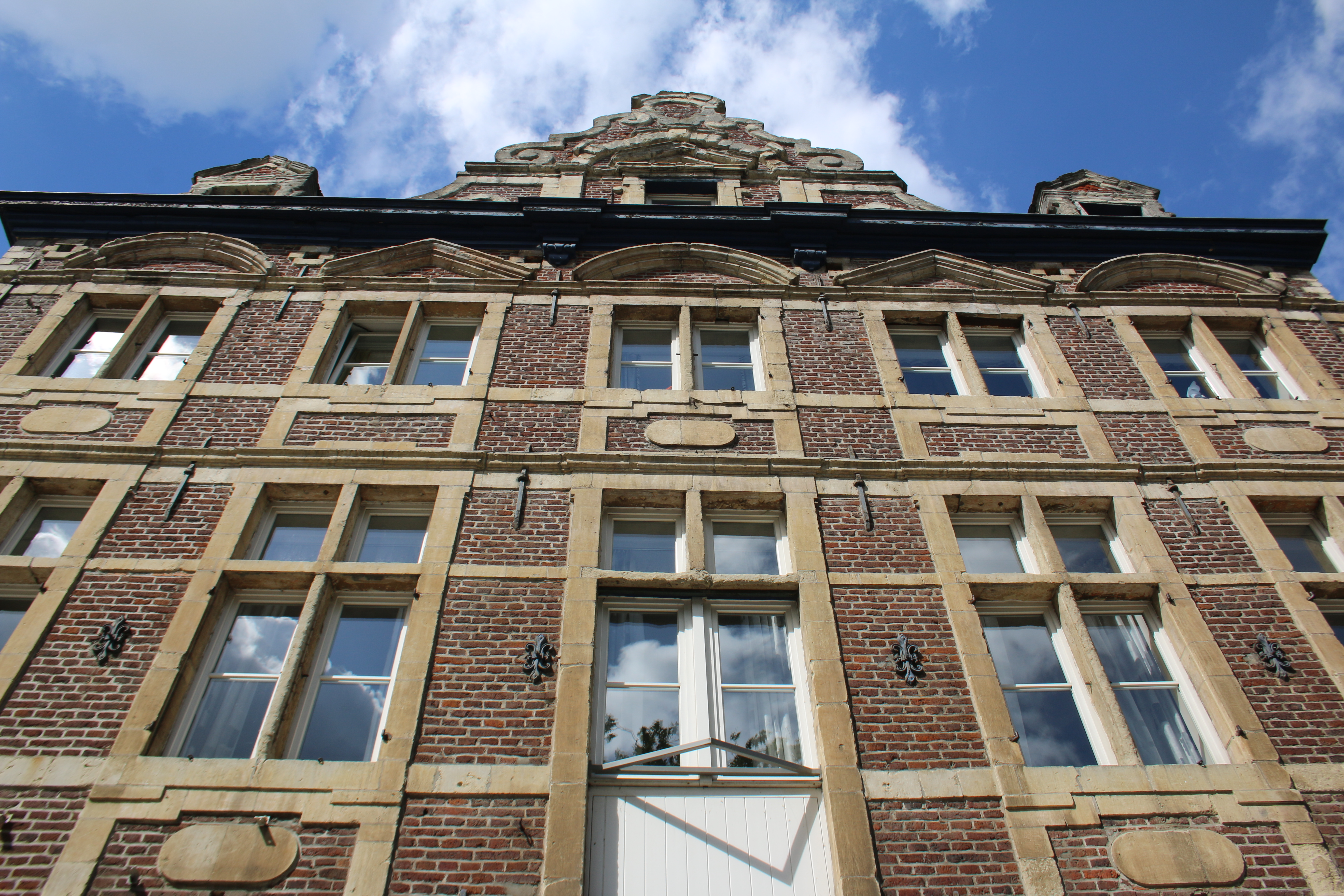